# Agfa ePhoto CL18

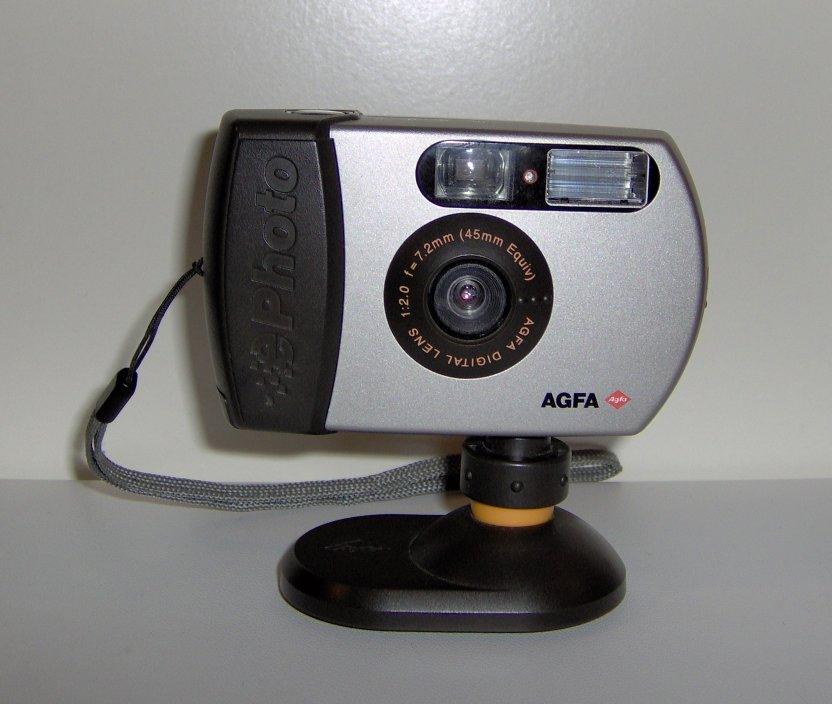
Agfa ePhoto CL18 sedd framifrån.

Agfa ePhoto CL18 är en digitalkamera tillverkad av Agfa-Gevaert med 0,3 megapixels upplösning.
Modellen presenterades i april 2000 och började säljas i maj samma år. Den var avsedd att vara lättanvänd och att säljas till ett överkomligt pris. Därför hade den bland annat ett begränsat antal funktioner och saknade zoom samt display för förhandgranskning av bilderna.
Kameran har ett stationärt minne på 2 megabyte, vilket ger plats för ungefär 32 bilder och bilderna har upplösningen 640 × 480 pixlar, oavsett inställning. Kamerans vikt är 117 gram. Bilderna förs över till datorn med hjälp av USB-kabel, men det finns även möjlighet att visa bilderna på en tv-apparat genom en särskild port.